# Llarg diumenge de festeig
Llarg diumenge de festeig (títol original: Un long dimanche de fiançailles) és un llargmetratge dirigit per Jean-Pierre Jeunet, estrenat el 2004 (França, Suïssa i Bèlgica) adaptació del llibre homònim de Sébastien Japrisot. Aquesta pel·lícula ha estat doblada al català.

## Argument
A les trinxeres de la Somme, durant la Primera Guerra mundial, cinc soldats estan acusats d'haver-se automutilat per escapar al seu deure. Condemnats a mort per un tribunal militar, són conduïts fins a una posició avançada anomenada «Bingo crepuscle» i abandonats a la seva sort en el no man's land que separa els dos camps. Entre ells està Manech, el promès de l'heroïna de la pel·lícula, una jove romàntica anomenada Mathilde que no creu en la mort del seu amant. Si fos mort, ho sabria. Imbuïda d'aquesta intuïció, fa la seva investigació i recull a poc a poc els indicis que la portaran a descobrir què va passar aquell dia a «Bingo crepuscle». Utilitzant supersticions, és duta a aixecar la catifa d'aquest assumpte fosc i misteriós.

## Repartiment
- Audrey Tautou: Mathilde
- Gaspard Ulliel: Manech o Jean Etcheverry anomenat « Le Bleuet »
- Dominique Pinon: Sylvain
- Clovis Cornillac: Benoît Notre-Dame, anomenat « Cet Home »
- Jérôme Kircher: Bastoche
- Chantal Neuwirth: Bénédicte
- Albert Dupontel: Célestin Poux
- Denis Lavant: Six-Sous
- François Levantal: Thouvenel
- Jean-Pierre Becker: Esperanza
- Dominique Bettenfeld: Ange Bassignano
- Jean-Pierre Darroussin: caporal Benjamin Gordes, anomenat « Biscotte »
- Marion Cotillard: Tina Lombardi
- André Dussollier: Maître Pierre-Marie Rouvières
- Ticky Holgado: Germain Pire, el detectiu privat
- Jodie Foster: Élodie Gordes
- Julie Depardieu: Véronique Passavant
- Michel Vuillermoz: P'tit Louis
- Bouli Lanners: caporal Chardolot
- Jean-Paul Rouve: el carter
- Tcheky Karyo: el capità Favourier
- Jean-Claude Dreyfus: el comandant Lavrouye
- Michel Robin: el vell que visita el camp de batalla
- Urbain Cancelier: el capellà de Cet Home
- Philippe Duquesne: Favart, un soldat a les trinxeres
- Thierry Gibault: el tinent Estrangin
- Elina Löwensohn: la germana de Günther
- Rufus: Breton
- Solène Le Péchon: Mathilde als 10 anys
- Virgil Leclaire: Manech als 13 anys
- Maud Rayer: Sra. Desrochelles
- Stéphane Butet: Philippot
- Marc Faure: el director de la presó
- Rodolphe Pauly: Jean Desrochelles
- Myriam Roustan: la serventa
- Xavier Maly: el company de Chardolot
- Sandrine Rigault: Mariette Notre-Dame
- Till Bahlmann: el presoner alemany
- Jean-Gilles Barbier: el sergent
- Marc Robert, Pierre Heitz, Philippe Maymat, Eric Debrosse i Michel Gondoin: els soldats
- Marcel Philippot
- Pascale Lievyn
- Frankie Pain: la patrona del bordell
- Esther Sironneau: la infermera
- Stéphanie Gesnel i Frédérique Bel: les prostitutes
- Jean-Philippe Bèche: Georges Cornu
- Anaïs Durand: Hélène Pire, la filla de Germain Pire
- Florence Thomassin la narradora (veu)
- Éric Fraticelli: home que demana a Germain Pire si busca Tina Lombardi a Còrsega

## Anècdotes
- La pel·lícula és l'adaptació de la novel·la del mateix nom de Sébastien Japrisot, els drets de la qual constitueixen la participació minoritària de l'estudi de Hollywood Warner al costat de TF1, Canal+, Tapioca (la societat de producció de Jean-Pierre Jeunet) i la nova societat 2003 Production. Encara que la majoria dels actors siguin francesos i el conjunt de les escenes rodades a França, aquesta coproducció ha estat jutjada de diversos països el 26 de novembre de 2004 per la forta participació de la societat americana Warner Bros. Pictures en les despeses de producció. La pel·lícula participarà, no obstant això, als Césars en la categoria general. Amb un cost de 45 milions d'euros, és una de les pel·lícules «franceses» més cares que mai no hagin estat produïdes.
- En una de les escenes de la pel·lícula, es veu un dels soldats condemnats a mort anant cap als alemanys cridant «no em mateu! Sóc cors, no francès!». Una polèmica se n'ha seguit en Còrsega, a més el personatge era apàtic, covard i sorneguer. En principi, el soldat havia de ser marsellès, però el realitzador ha escollit fer-lo cors perquè ell, explica, volia a qualsevol preu filmar la bellesa de l'illa (i no crear una polèmica).
- La pel·lícula ha estat retirada de les sales de cinema a Còrsega per les nombroses crítiques respecte a una frase pronunciada per un dels personatges, Ange Bassignano:

| « | jo no sóc francès, sóc cors, jo | » |

. Molts corsos es van apuntar voluntaris per servir en l'exèrcit francès durant la Primera Guerra Mundial; aquesta frase perjudicava la seva memòria.
- Es troben en aquesta pel·lícula nombroses fonts d'inspiració: el color sípia de la imatge evoca l'atmosfera dels àlbums de còmics de Jacques Tardi, algunes escenes al·ludeixen al  Jour de fête de Jacques Tati, i la banda sonora recorda el tema de la pel·lícula Els senders de la glòria.
- Certes escenes han estat rodades a l'hangar Y de Meudon. Les escenes del poble bretó han estat rodades a Locronan i sobretot als jardins de l'antic presbiteri. Desgraciadament, aquest jardí arreglat per la producció de la pel·lícula no ha durat més que una temporada. El lloc de la residència de Mathilde se situa a Plougrescant.
- Les escenes de trinxera han estat rodades prop de Montmorillon (Vienne), sobre un terreny militar (antigament terreny dels exèrcits de l'OTAN).[5] L'equip havia cavat trinxeres que són ara recobertes.
- El making off de la pel·lícula (Un any al Front), verdadera mina d'informacions i d'anècdotes, ha obtingut el premi del Jurat al Festival de Making-of el 2006.

## Premis i nominacions

### Premis
- 2005. César a la millor actriu secundària per Marion Cotillard
- 2005. César a la millor esperança masculina per Gaspard Ulliel
- 2005. César a la millor fotografia per Bruno Delbonnel
- 2005. César al millor vestuari per Madeline Fontaine
- 2005. César a la millor direcció artística per Aline Bonetto

### Nominacions
- 2005. Oscar a la millor fotografia per Bruno Delbonnel
- 2005. Oscar a la millor direcció artística per Aline Bonetto
- 2005. Globus d'Or a la millor pel·lícula de parla no anglesa
- 2005. BAFTA a la millor pel·lícula de parla no anglesa
- 2005. César a la millor pel·lícula
- 2005. César al millor director per Jean-Pierre Jeunet
- 2005. César a la millor actriu per Audrey Tautou
- 2005. César al millor guió original o adaptació per Jean Pierre Jeunet i Guillaume Laurant
- 2005. César a la millor banda sonora per Angelo Badalamenti
- 2005. César al millor muntatge per Hervé Schneid
- 2005. César al millor so per Jean Umansky, Gérard Hardy i Vincent Arnardi